# Heuchera amoena
Heuchera amoena là một loài thực vật có hoa trong họ Saxifragaceae. Loài này được Rosend. & Butters & Lakela miêu tả khoa học đầu tiên năm 1936.